# Josep Dencàs
Josep Dencàs i Puigdollers (Vich, 19 de marzo de 1900-Tánger, 13 de febrero de 1966) fue un político español, militante de Esquerra Republicana de Catalunya. Abiertamente partidario de la independencia de Cataluña, era el consejero de Gobernación de la Generalidad de Cataluña durante la proclamación del Estado Catalán el 6 de octubre de 1934. Dencàs, que llegó a autodefinirse como «nacional socialista», fue considerado en su época como un líder del «fascismo catalán».

## Biografía
Nació en Vich el 19 de marzo de 1900 en el seno de una familia de farmacéuticos. Realizó estudios en la Universidad de Barcelona, donde se licenció en medicina. Ingresó en la masonería a través de su suegro.

### Carrera política
Participó en los complots previos a la proclamación de la «República Catalana» (y la Segunda República Española) en 1931, habiendo participado en la fundación de Esquerra Republicana de Catalunya (ERC) unos días antes. 
Fue elegido diputado de ERC por la circunscripción de Barcelona (capital) en las elecciones generales de junio de 1931 y en las primeras elecciones al Parlamento de Cataluña, en 1932. Durante estos meses se centró en organizar las Joventuts d'Esquerra Republicana-Estat Català (JEREC), con el objetivo de ir ganando peso dentro de la propia ERC. También estuvo detrás de la creación de unos grupos de acción, los llamados «Escamots», que el propio Dencàs dirigió.
En diciembre de 1932, fue nombrado consejero de Sanidad y Asistencia Social en el gobierno de Francesc Macià y, posteriormente, consejero de Gobernación en el primer gobierno de Lluis Companys en enero de 1934. Puesto al frente del Orden Público, practicó una dura campaña de represión contra los anarquistas de la CNT-FAI. Esgrimiendo el argumento de la campaña contra el terrorismo «faísta», Dencàs ordenó el desarme del Somatén y puso sus fusiles Remington a disposición de las JEREC. Según cuenta Diego Hidalgo, entonces ministro de la Guerra de la República, Dencás se presentó el mismo año 1934 en el Ministerio para, tras grandes muestras de lealtad y amor a la República, solicitar autorización para adquirir para la Generalitat varias ametralladoras. El ministro le agradeció las adhesiones y archivó la petición en el "cajón de las peticiones absurdas".
Uno de sus subordinados al frente de la comisaría de Orden Público de la Generalidad fue Miquel Badia, quien llevó a cabo una gran represión, sobre todo de anarquistas, a los que sometía a torturas en la Jefatura de Policía de Vía Layetana.
Influido por las ideas racistas de Pere Màrtir Rossell i Vilar, Dencàs se autodefinía como «nacional socialista». Fue considerado uno de los líderes más violentos del JEREC, llegando incluso a ser descrito como líder del «fascismo catalán».
Fue uno de los máximos responsables de la proclamación unilateral del Estado Catalán el 6 de octubre de 1934. En los meses previos, durante la crisis institucional que hubo entre el gobierno de la República y la Generalidad, Dencàs había mantenido contactos con diplomáticos de la Italia fascista en vistas a una posible cooperación. A partir del mes de junio de aquel año, desde su cargo se dedicó a organizar los preparativos para la rebelión contra el gobierno central. Llegado el momento, fue el responsable directo de la formación de grupos paramilitares que él mismo dirigía y la detención de varios militantes anarquistas de la CNT. Sin embargo, en apenas diez horas las fuerzas leales al gobierno de Madrid lograron poner fin a la rebelión. Tras su fracaso, optó por salir del país, llegando a emprender la huida por las alcantarillas de Barcelona. Habiendo sido el encargado de organizar la insurrección independendista, su posterior fracaso supuso un descrédito para la imagen de Dencàs. No obstante, algún autor le ha ubicado un papel meramente instrumental, como un medio de provocación al gobierno de la República.
Se criticó mucho su actuación como consejero de Gobernación cuando, ante la respuesta de los militares leales al gobierno, sus guerrillas desaparecieron y él mismo huyó del Palacio de la Generalidad por las alcantarillas, mientras otros grupos que habían participado en el intento lucharon hasta el final, como fueron los resistentes en el local del Centro Autonomista de Dependientes del Comercio y de la Industria (CADCI). De hecho, el escritor británico Gerald Brenan, en su libro El laberinto español, le atribuye una súbita connivencia con la derecha española, singularmente con José María Gil-Robles.
El modo desorganizado en que se efectuó la sublevación, la fórmula elegida de «un Estado catalán dentro de la República Federal Española», las consignas que se dieron a través de la radio —se llegó a anunciar un descanso de una hora en plena revolución o a dar paso a música religiosa— y la manera en que se produjo finalmente la rendición, fueron objeto de burlas durante los días siguientes por parte de la prensa contraria a la Esquerra, incluso por aquella afín al catalanismo de la Lliga, que recordó como Dencàs había tratado de atraerse a los comunistas y anarquistas hablando en castellano por la radio, llegando incluso a gritar un «¡Viva España!». Según Ramón Ardit, tras la rendición, los catalanes que resistían dijeron que querían «matar a Dencàs».

### Vida posterior
Huido en Francia, llegó a ser detenido por las autoridades galas, aunque sería puesto en libertad poco después. Cuando en febrero de 1936 las autoridades republicanas restituyeron la Generalidad de Cataluña, Companys confirmó nuevamente a los que habían sido sus antiguos consellers hasta octubre de 1934; no fue este el caso de Dencàs, ya que en el seno de ERC se había abierto hueco la idea de hacer recaer en él toda la responsabilidad de la fracasada intentona independentista.
Dencàs regresó a Cataluña en 1936 y forzó la salida de Estat Català de ERC; la refundación del partido vino de la militancia que le era adepta y procedía de las JEREC, Nosaltres Sols!, el Partit Nacionalista Català y elementos de Estat Catalá. El estallido de la Guerra civil le sorprendió en Barcelona, sin llegar a tener un papel relevante. No obstante, conminado por los anarquistas, a mediados de agosto de 1936 hubo de abandonar Barcelona a bordo de un vapor italiano; poco después, el 15 de agosto, Estat Catalá lo expulsó oficialmente del partido. Entre los sectores anarquistas todavía se recordaba su campaña de represión contra la CNT-FAI. 
Inicialmente se estableció en Italia —lo que reforzó las acusaciones de connivencia con el fascismo—, aunque no tardaría en trasladarse a Francia.
Algún autor ha sugerido su implicación el complot independentista de noviembre de 1936, a través de sus contactos con el fascismo italiano. Posteriormente se instaló en Marruecos, donde trabajó como médico creando un centro médico benéfico subvencionado por el Banco Inmobiliario de Marruecos, fundado por el exiliado Josep Andreu Abelló, dirigente de ERC. Falleció en Tánger en 1966, víctima de un cáncer.